# Io ti sento/Io ti sento
Io ti sento/Io ti sento è un singolo della cantante italiana Marisa Sannia pubblicato dalla casa discografica Cetra nel 1968.

## Descrizione
Il brano Io ti sento ha partecipato a Canzonissima 1968, ed è stata la colonna sonora del film Straziami ma di baci saziami di Dino Risi.
Il retro del disco è la versione strumentale dell'orchestra di Armando Trovajoli.

## Tracce
1. Io ti sento (Di Armando Trovajoli e Giuseppe Cassia)
2. Io ti sento (Di Armando Trovajoli)